# Harutaeographa cinnamomea
Harutaeographa cinnamomea är en fjärilsart som beskrevs av Moore 1881. Harutaeographa cinnamomea ingår i släktet Harutaeographa och familjen nattflyn. Inga underarter finns listade i Catalogue of Life.